# Luis Regueiro
Luis Regueiro Pagola (Irun, 1908. július 1. – Mexikóváros, Mexikó, 1995. december 6.), becenevén néha Corso, spanyol labdarúgóhátvéd, edző.